# Přepravník osob

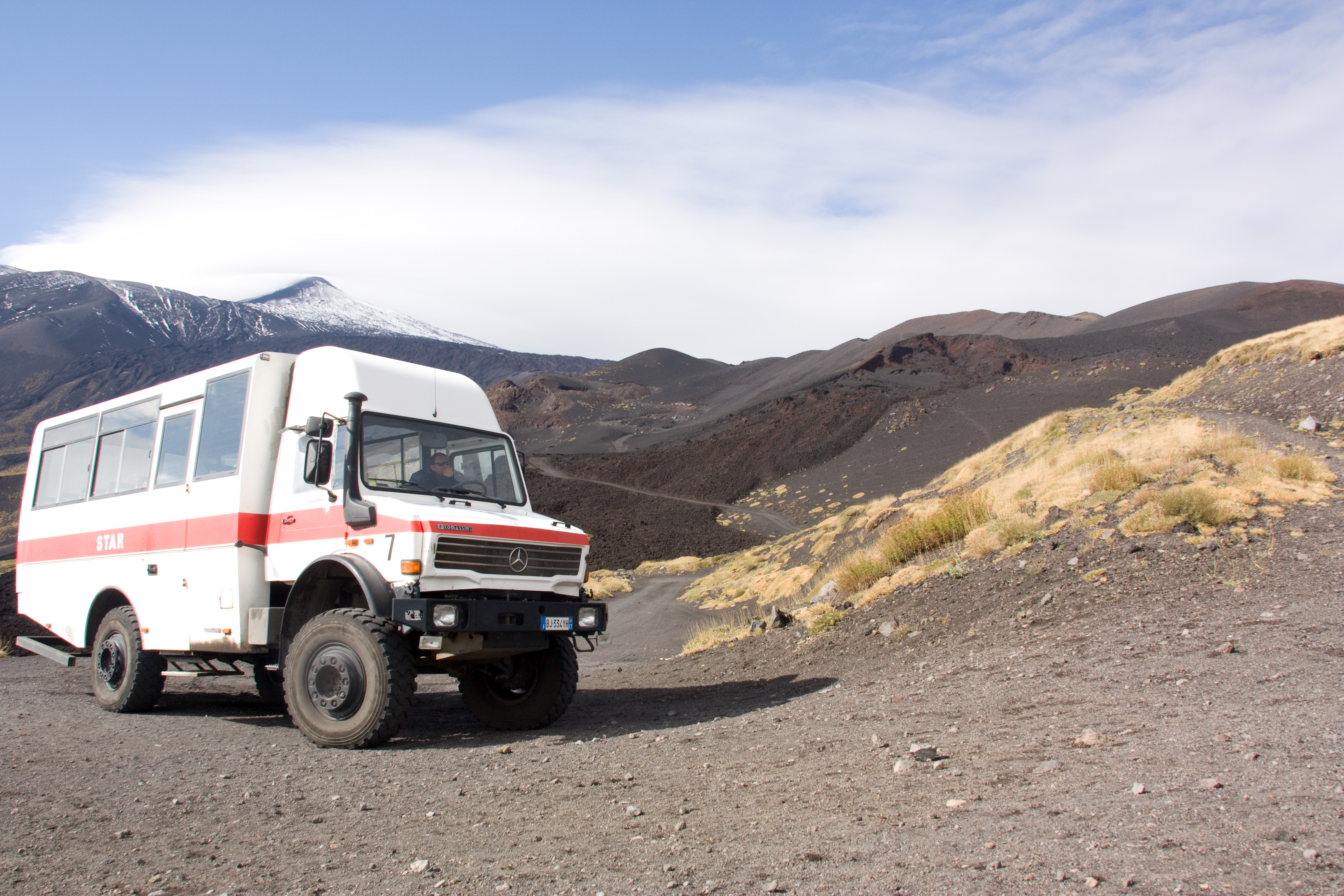
Přepravník osob na terénním Unimogu

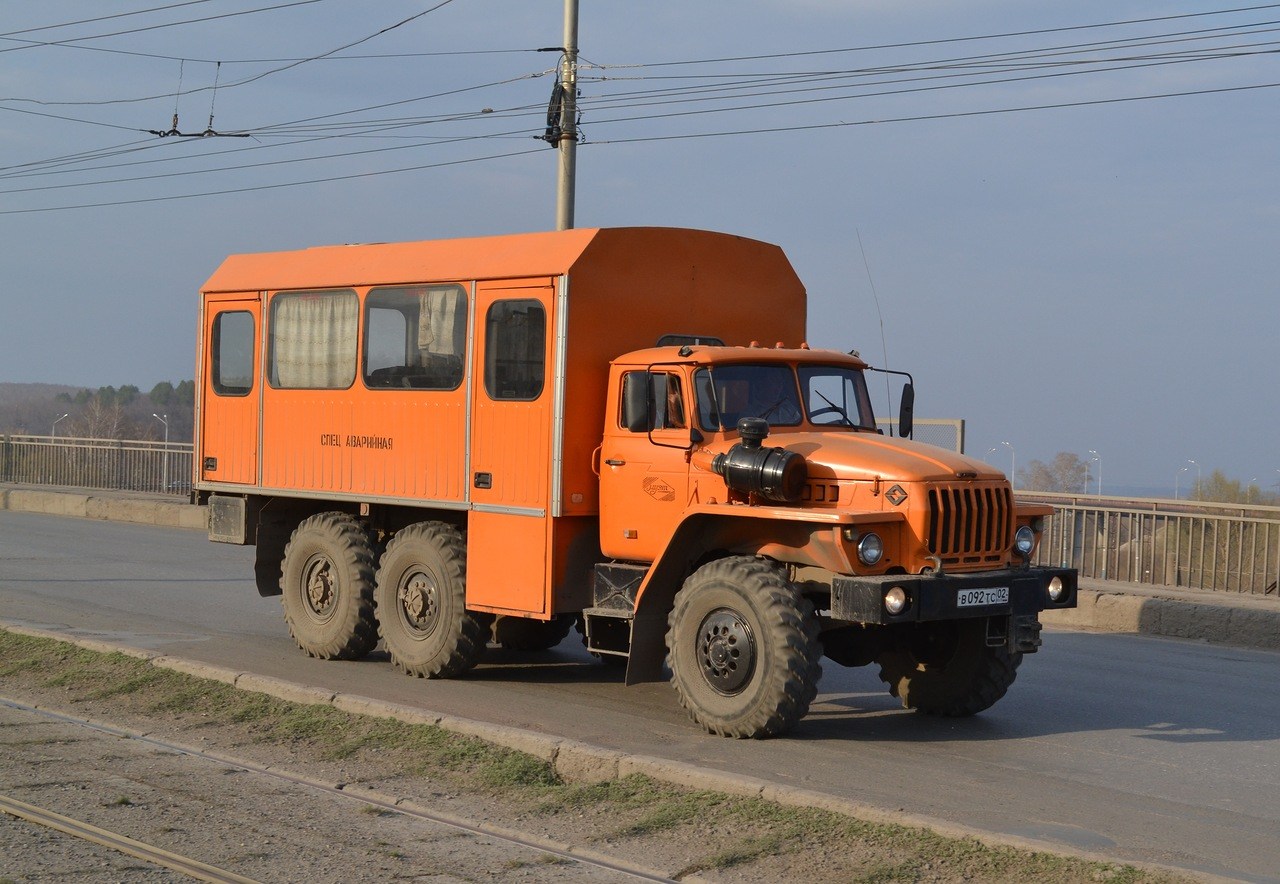
Ruské vozidlo Ural-4320

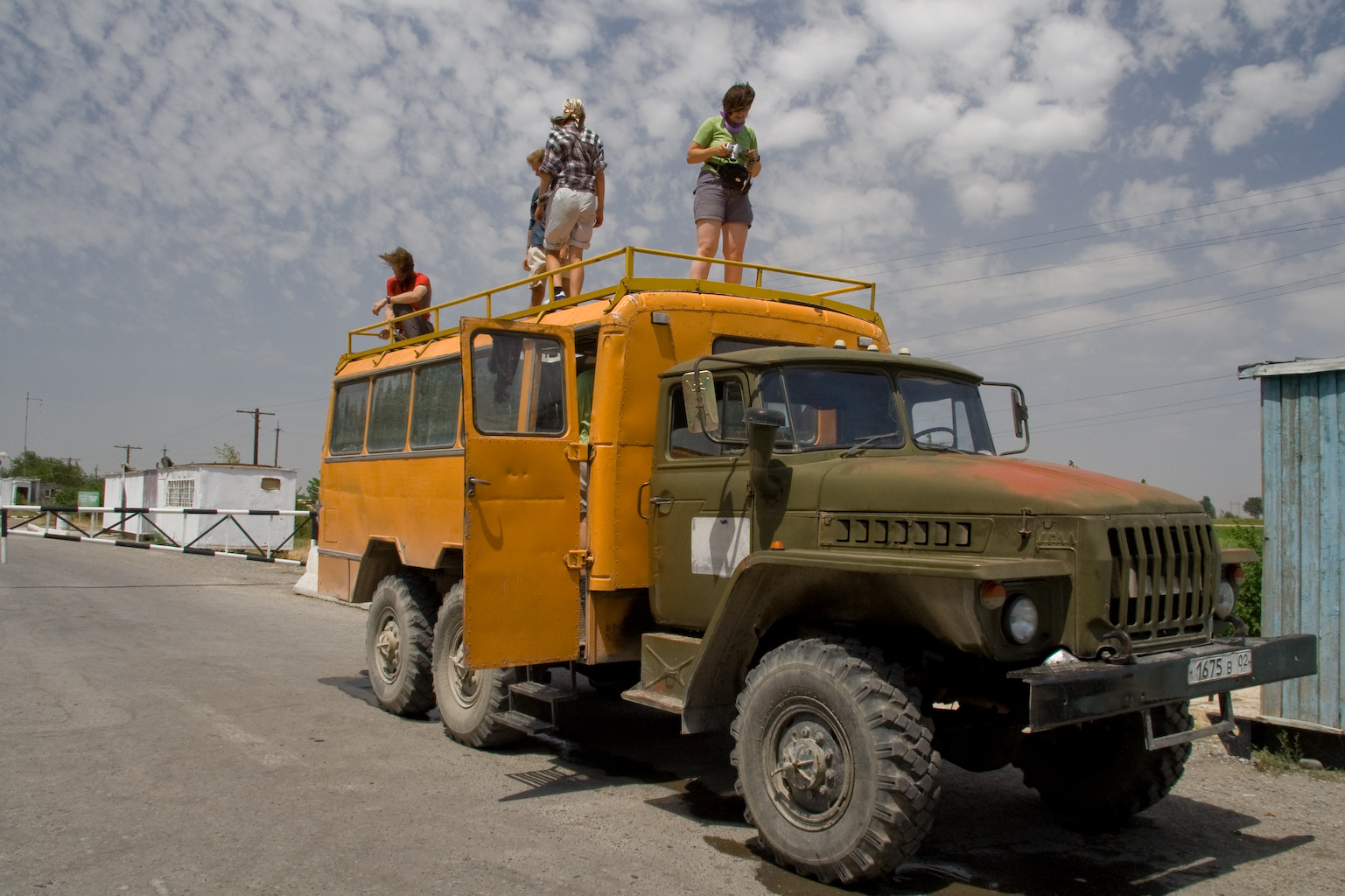
Terénní přepravník osob

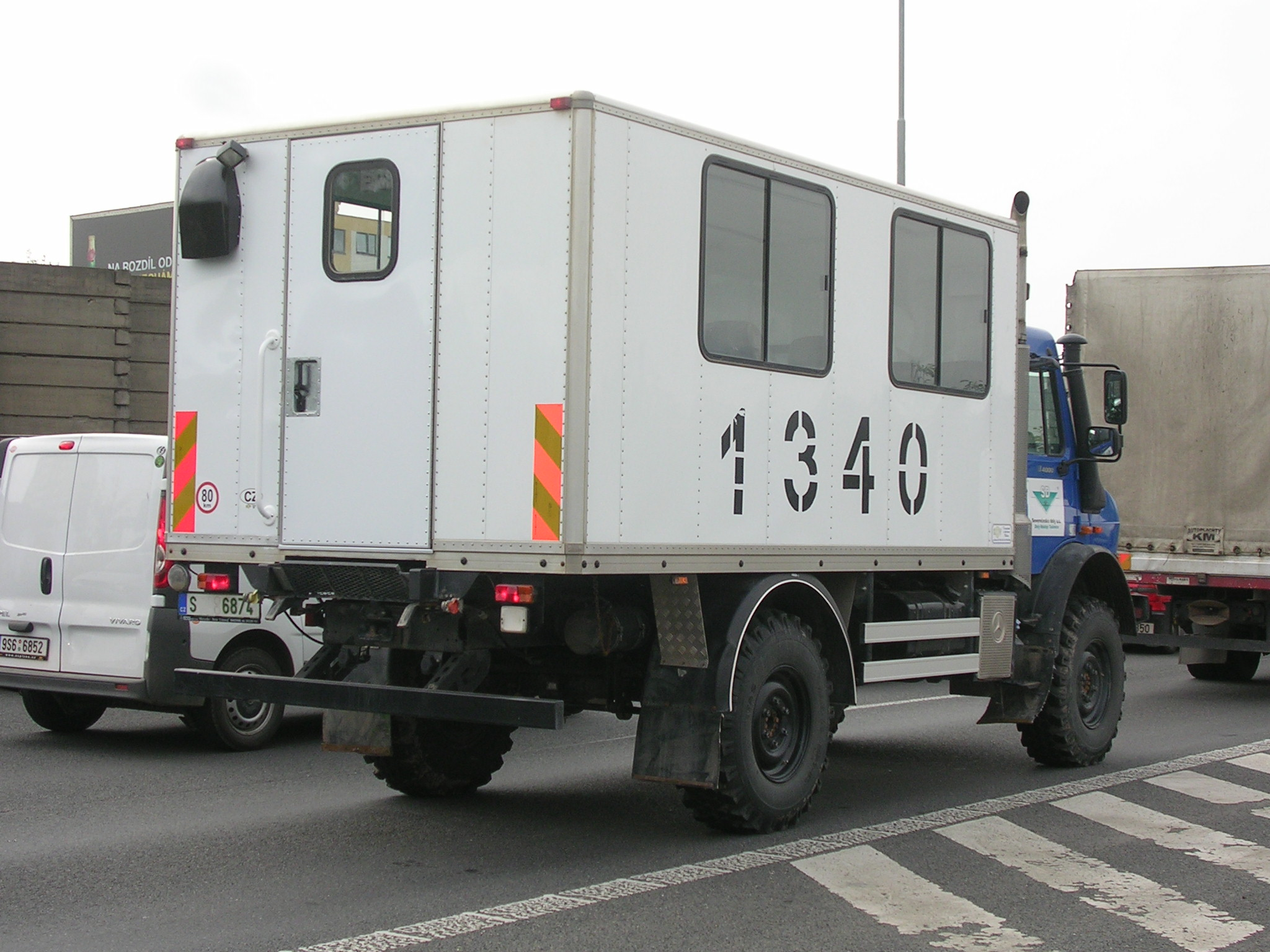
Přepravník společnosti Severočeské doly a. s.

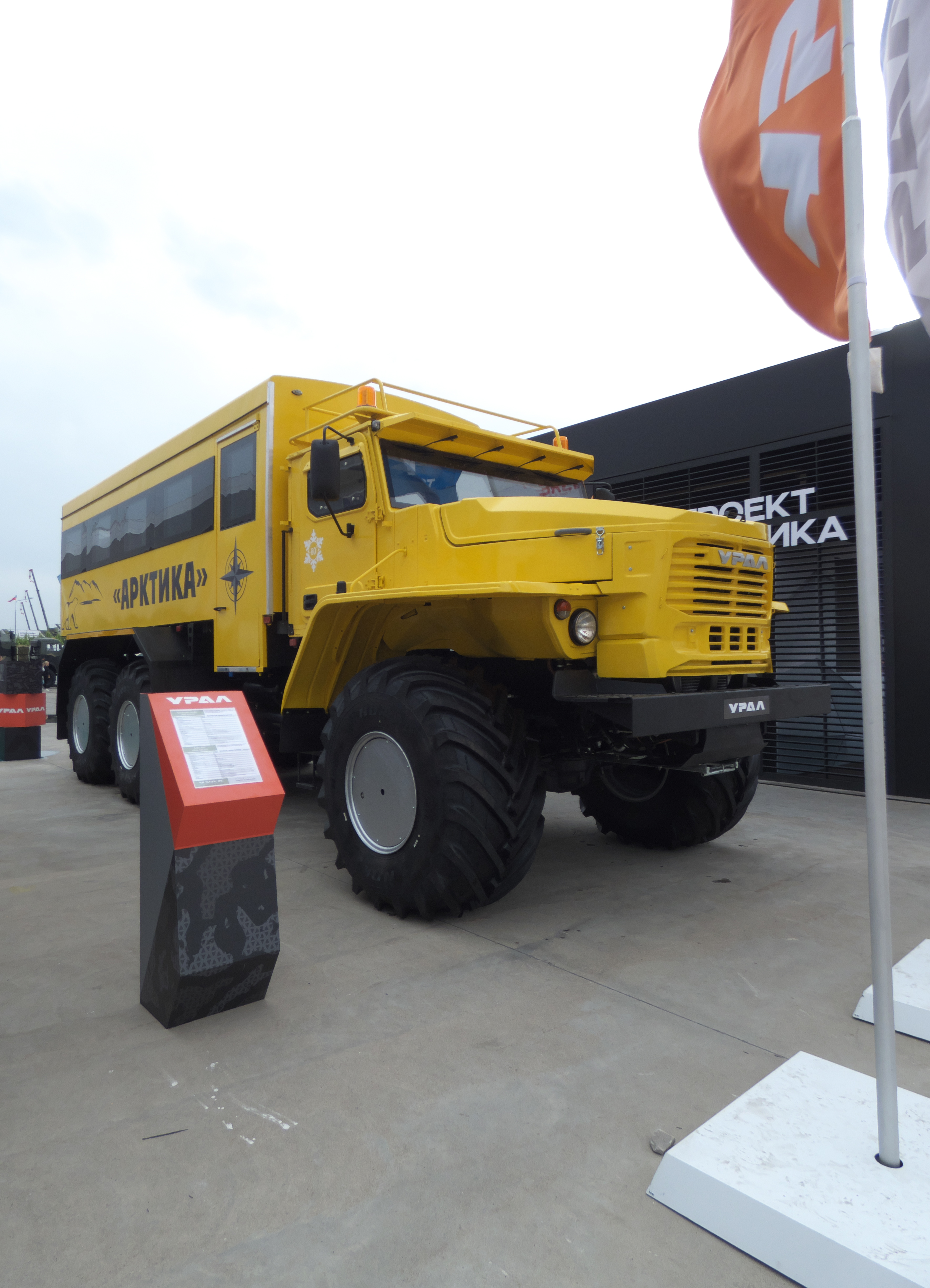
Arctic bus Ural-425702 na výstavě "Armáda-2022".

Skříňový přepravník osob je autobus tvořený specializovanou skříňovou nástavbou pro přepravu osob umístěnou na podvozku nákladního automobilu. V ruštině je označováno jako „vachtovyj avtobus“ (rusky вахтовый автобус, „вахтовка“, вахта = směna, šichta, služba).

## Konstrukce vozidla
Přepravníky osob jsou postaveny na univerzálním podvozku nákladního automobilu s kompletní kabinou řidiče dosazením skříňové nástavby vybavené pro převoz osob. Nástavba je samostatná, oddělená od kabiny řidiče. Průchod mezi kabinou řidiče a skříňovou nástavbou nebývá zřízen. Nástavba je vybavena okny, samostatným vnitřním osvětlením a topením, případně klimatizací. Příbuznými typy nástaveb jsou různé pojízdné dílny, nebo specializované vojenské nástavby. Komfort pro cestující je minimální.

## Využití přepravníku osob
Vzhledem k minimálnímu poskytovaném komfortu je vhodný pro účelovou přepravu na krátké vzdálenosti. Konkrétně na rozvoz pracovníků na rozlehlých pracovištích pod širým nebem. Jde o velká staveniště, zemědělské práce, kamenolomy nebo povrchové doly. Často se tato vozidla staví na podvozcích terénních automobilů. S těmito automobily se lze setkat také jako se zásahovými automobily různých policejních, přepadových a antiteroristických jednotek.